# Aloe brevis
Aloe brevis é uma espécie de liliopsida do gênero Aloe, pertencente à família Asphodelaceae.